# Gustavo Almeida dos Santos
Gustavo Almeida dos Santos (* 25. Juli 1996 in São Paulo), auch einfach nur Gustavo genannt, ist ein brasilianischer Fußballspieler.

## Karriere
Gustavo erlernte das Fußballspielen in den brasilianischen Jugendmannschaften von CA Linense, Marília AC, Ceres EC, Bento Gonçalves, CN Almirante Barroso, Guarani FC und ECPP Vitória da Conquista. 2019 stand  er beim ECPP Vitória da Conquista unter Vertrag. Der Verein aus Vitória da Conquista spielte in der Série D. Im Juli 2019 zog es ihn nach Asien. Hier unterschrieb er in Vietnam einen Vertrag beim Dược Nam Hà Nam Định FC. Der Verein aus Nam Định spielte in der ersten vietnamesischen Liga, der V.League 1. Für Nam Định absolvierte er 13 Erstligaspiele. Im Februar 2020 ging er nach Malaysia. Hier schloss er sich dem Erstligisten UiTM FC aus Shah Alam an. Mit dem Klub spielte er achtmal in der ersten Liga. Der japanische Drittligist Kagoshima United FC aus Kagoshima verpflichtete ihn im März 2021. Fünfmal stand er für Kagoshima in der dritten Liga auf dem Spielfeld. Am Ende der Saison wurde sein Vertrag nicht verlängert. Bis Ende Mai 2022 war er vertrags- und vereinslos. Am 27. Mai 2022 unterschrieb er in seiner Heimat einen Vertrag beim Viertligisten Náutico FC in Boa Vista. Nach zwei Wochen wurde sein Vertrag wieder aufgelöst und er wechselte wieder nach Malaysia. Hier wurde er von dem Erstligisten Negeri Sembilan FC unter Vertrag genommen.